# Ганчка, Ян Арношт
Ян А́рношт Га́нчка, немецкий вариант — Йоганн Эрнст Ганчке (в.-луж. Jan Arnošt Hančka, нем. Johann Ernst Hantschke; 11 сентября 1867 года, Гучина, Лужица — 17 июля 1928 года, деревня Поршицы, Лужица) — серболужицкий писатель и педагог.

## Биография
Родился 11 сентября 1867 года в крестьянской семье в серболужицкой деревне Гучина в окрестностях Будишина. С 1882 по 1888 год обучался в педагогическом училище в Будишине. С 1888 по 1890 год — учитель в деревне Новая-Весь и с 1890 по 1892 год — учитель в деревне Мышецы. С 1892 года до своей кончины в 1928 году был директором школы в деревне Поршицы.
В 1910 году вступил в серболужицкое культурно-просветительское общество «Матица сербо-лужицкая». Будучи до 1914 года государственным инспектором, цензурировал статьи по поводу русофильства в серболужицкой периодической печати газете Serbske Nowiny, журналах Katolski Posoł и Łužica. Редактировал педагогические альманахи «Kwětki» (1921) и «Zahrodka».
Незадолго до своей кончины написал автобиографию «Z mojich dźěćacych lět».